# (359) Georgia
(359) Georgia – planetoida z pasa głównego asteroid okrążająca Słońce w ciągu 4 lat i 189 dni w średniej odległości 2,73 j.a. Została odkryta 10 marca 1893 roku w Observatoire de Nice w Nicei przez Auguste Charloisa. Planetoida została nazwana na cześć Jerzego II Hanowerskiego (ang. George II of Great Britain), króla Wielkiej Brytanii. Przed jej nadaniem planetoida nosiła oznaczenie tymczasowe (359) 1893 M.